# Jean Pinet
Jean Pinet, né le 13 septembre 1929 à Toulouse, est un docteur-ingénieur, un pilote de chasse, un pilote d'essais, un instructeur pilote de ligne et un administrateur français.

## Études
- ENSAM (Angers 1946) - Major de promotion
- Sup Aéro (1952) - Major de promotion
- Université Toulouse II-Le Mirail (2011) - Docteur en psychologie et en ergonomie[1]

## Parcours professionnel
Ingénieur Arts et Métiers, ingénieur civil de l’aéronautique, pilote de chasse qualifié en France et aux États-Unis, ingénieur navigant d’essais, pilote d’essais, Airline Pilot certifié FAA ATPL, pilote de ligne certifié DGAC, instructeur pilote de ligne, Jean Pinet a accumulé 6 000 heures de vol.
Il a été responsable d'essais en vol de missiles au Centre d'essais en vol de la DGA puis à l'Estelle 61 der Bdw. En 1965 il intégra l'équipe d'essais en vol de Concorde à Sud-Aviation sous la direction d'André Turcat. Il y fut responsable en équipe avec le bureau d'études de la mise au point des qualités de vol de l'avion., il fut le premier pilote à franchir le mur du son avec Concorde le 1er octobre 1969. Il resta sur le programme Concorde jusqu'en 1985.
En 1972 il fonda et dirigea jusqu'en 1994 comme Administrateur-gérant le centre de formation Aéroformation d'Airbus Industrie, aujourd'hui Airbus Training. Il définit et appliqua les méthodes originales de formation des équipages Concorde et ceux de la famille Airbus de l'A300 à l'A340.
Il a été aussi :
- Président (1989-1991), Secrétaire général (1992-2004)  de l'Académie de l'air et de l'espace (AAE);
- Cofondateur d’EURISCO, Institut européen d'ingénierie et de sciences cognitives ;
- Cofondateur et co-chairman de l’Icarus Committee, de la Flight Safety Foundation ;
- Administrateur de la Flight Safety Foundation ;
- Fondateur de l’association Terre d'envol (musée aéronautique Aéroscopia) ;
- Conseiller chez aeroconseil/AKKA

Préoccupé par les causes humaines des accidents aériens il a constamment œuvré pour l'étude de l'intégration Homme-machine et celle du comportement opérationnel des pilotes. Tardivement il a entrepris une thèse de doctorat sur le comportement des pilotes dans des situations inattendues d'extrême urgence. Celle-ci a été soutenue le 30 juin 2011 à l'université Toulouse II-Le Mirail, le candidat étant âgé... de près de 82 ans ! Le titre de docteur en psychologie et en ergonomie lui a été accordé par le jury avec la mention « Très honorable »,. Son travail de recherche est aussi illustré dans la discussion sur l’ingénierie cognitive qu’il a eue avec Guy André Boy (en), dans la publication d'un ouvrage sur le comportement en urgence, et dans de nombreux travaux au sein de l'AAE

## Conférencier
Jean Pinet a prononcé de nombreuses conférences (61) lors de sa carrière puis lors de sa retraite. À noter celle prononcée le 25 février 2012, devant le groupe régional Côte d'Azur de l'association aéronautique et astronautique de France sur le thème : "Le pilote face à l’inattendu dangereux".

## Distinctions
- Officier de la Légion d'honneur
- Officier de l'ordre national du Mérite
- Médaille de l'Aéronautique
- Membre de l'Académie de l'air et de l'espace
- Membre Emeritus de l’Association aéronautique et astronautique de France (AAAF)
- Prix Nessim-Habif (2004)
- Grande médaille de l'Aéro-Club de France (2019)[8]